# Neolarra verbesinae
Neolarra verbesinae là một loài Hymenoptera trong họ Apidae. Loài này được Cockerell mô tả khoa học năm 1895.